# Terror de Tampa Bay
Le Terror de Tampa Bay était un club de soccer intérieur, basé dans la région de Tampa Bay en Floride. Le club évoluait dans la défunte National Professional Soccer League (NPSL). L'équipe a existé pendant deux saisons, de 1995 à 1997, avant de disparaître.
Les matchs à domicile de l'équipe se disputaient au Bayfront Center de St. Petersburg. Au cours des deux saisons où le Terror a joué en NPSL, la fréquentation moyenne était de 1 950 spectateurs par match.
Durant ces deux saisons, le Terror de Tampa Bay affronte l'équipe intérieur des Rowdies de Tampa Bay.

## Histoire
De 1979 à 1982, les Rowdies de Tampa Bay de la NASL remplissent régulièrement le Bayfront Center (en), qui compte 5 000 places, pour leurs matchs en intérieur. 
Après la disparition des Rowdies, William Collins III achète une franchise d'expansion dans la National Professional Soccer League (en). Mais le succès n'est pas identique et le club peine à attirer les foules. Les affluences sont parmi les pires des équipes de NPSL, qui enregistre en moyenne plus de 5 000 spectateurs par match durant ces années-là.
Le Terror devient vite un fardeau pour le propriétaire, William Collins III, par ailleurs, cadre dans le secteur des communications sans fil en Virginie et ancien joueur de la ligue mineure de baseball. Ainsi, la franchise disparait au cours de l'été 1997, après l'échec d'une vente prévue à de nouveaux investisseurs à la dernière minute.
Le Bayfront Center est démoli en 2004 et est maintenant le site du Salvador Dali Museum.
En 2015, le Florida Tropics SC (en) reprend le flambeau du soccer en intérieur dans la Baie de Tampa.

## Entraîneurs
- Kenny Cooper Sr. 1995–1996
- Perry Van der Beck 1996–1997